# Schetsboek

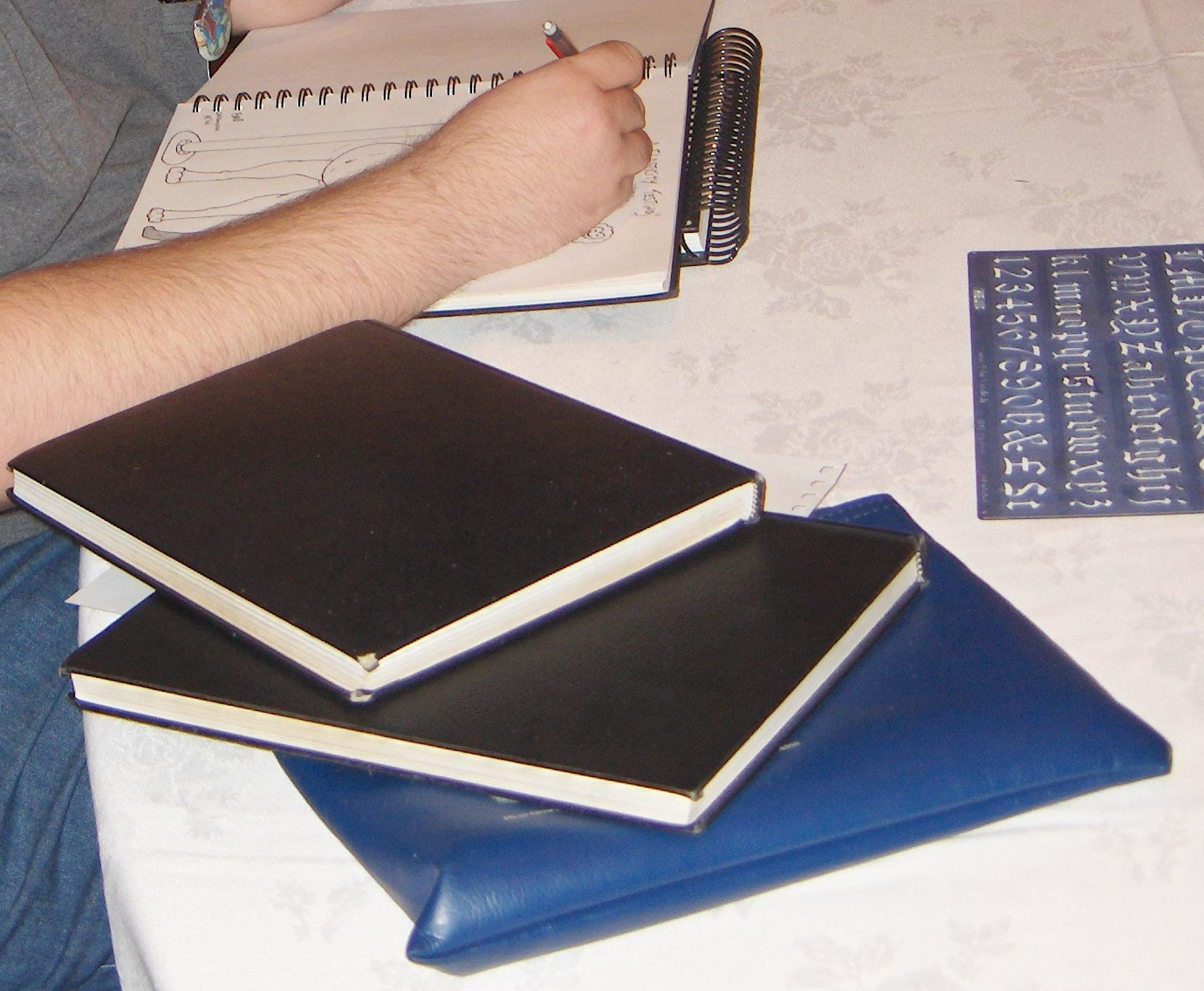

Een schetsboek is een boek dat bestaat uit een aantal vellen papier. Deze worden meestal bijeen gehouden door een lijmlaag. Het is uitermate geschikt voor het maken van schetsen. Het gemak is dat vellen niet meer los, maar handig hanteerbaar zijn en dat het verkrijgbaar is in diverse formaten.

## Geschiedenis
Kunstenaars gebruikten vroeger veelal een notitieboekje om hun aantekeningen te maken en hun ideeën op papier te zetten.
In de middeleeuwen kwamen de schetsboeken meer in gebruik door bekende schilders zoals Villard d'Honnecourt maar algemeen bekend zijn wel die van Albrecht Dürer en zijn reis door Nederland (1520-1521) waarbij hij een reisverslag tekende in zijn schetsboeken.
Schetsboeken van oude kunstenaars zijn een gewild object voor verzamelaars en musea.

## Gebruik
Er zijn verschillende varianten in maten maar ook in papierkwaliteit.
Zo bestaan er de aquarelschetsboeken die uitermate geschikt zijn voor aquarelleren.
Het meest voorkomende is wel het normalenschetsboek dat zowel op scholen, thuis als door kunstenaars gebruikt wordt om snel wat op te tekenen of een vluchtige impressie vast te leggen.
Door de verschillende maten, van A5 tot A2, zijn de schetsboeken handig mee te nemen. Niet meer nodig om met losse vellen papier te werken wat zeker het schetsen in de vrije natuur vergemakkelijkt.